# Isopachys
Isopachys – rodzaj jaszczurek z podrodziny Sphenomorphinae w rodzinie scynkowatych (Scincidae).

## Zasięg występowania
Rodzaj obejmuje gatunki występujące w Tajlandii i Mjanmie. 

## Systematyka

### Etymologia
Isopachys: gr. ισος isos „równy, jednaki”; παχυς pakhus „duży, gruby”.

### Podział systematyczny
Do rodzaju należą następujące gatunki: 
- Isopachys anguinoides
- Isopachys borealis
- Isopachys gyldenstolpei
- Isopachys roulei